# 2013 RT155
2013 RT155 est un objet transneptunien épars.

## Caractéristiques
2013 RT155 mesure environ 190 km de diamètre.